# Krayzie Bone
Krayzie Bone, pseudonimo di Anthony Henderson (Cleveland, 17 giugno 1973), è un rapper statunitense, noto soprattutto per essere membro del gruppo Bone Thugs-N-Harmony.
È conosciuto anche come Leatherface, The Sawed-Off Gangsta, Mr. Sawed-Off Leatherface, K-Bone e Krayzie Big Badass Bone.
Il suo stile è ricco di figure retoriche ed è caratterizzato da una notevole velocità di linguaggio, che ne fa un personaggio di spicco nell'attuale scena hip hop. Krayzie Bone è stato anche un membro del collettivo hip hop Mo Thugz Family, che lasciò nel 1998 per fondare la ThugLine Records con Wish Bone.
Nel 2006 - 2007 ha collaborato con Chamillionaire ai singoli "Ridin'" e "The Bill Collecta".

## Biografia
Anthony Enderson nasce a Cleveland il 17 giugno 1973. È testimone di Geova. Sua moglie si chiama Carlandra e le sue due figlie Destiny e Melody. Ha tre sorelle, un fratello e un fratellastro, quest'ultimo di nome Tombstone.

### Gli inizi
Nel 1993, a vent'anni, entra a far parte dei Bone Thugs-N-Harmony assieme a Wish Bone, Flesh-N-Bone, Layzie Bone e Bizzy Bone. Il gruppo si sposta subito a Los Angeles per incontrare Eazy-E, rapper del celebre gruppo N.W.A. e titolare della Ruthless Records, al fine di un possibile contratto discografico.
Krayzie telefona al produttore e gli rappa per telefono alcuni brani. Questi si rivela entusiasta e gli rassicura che verrà presto ricontattato. Il giovane rapper, appresa la notizia che gli N.W.A. terranno un concerto a Cleveland, ritorna allora col gruppo nella sua città natale ed incontra Eazy-E dopo il liveshow. Il gruppo ottiene finalmente il contratto con la Ruthless Records.
Nel 1994 i Bone Thugs-N-Harmony pubblicano l'EP Creepin On Ah Come Up, che riscuote un enorme successo e rimane più di 70 settimane nella classifica di Billboard statunitense. Nel 1995 esce il secondo album E 1999 Eternal, lavoro che si dimostra ancora decisamente all'altezza e che vende solo nella prima settimana dall'uscita 300 000 copie. Dopo la pubblicazione nel 1997 del terzo album dal titolo The Art of War, Krayzie Bone decide di intraprendere una propria carriera solista.

### Carriera solista: 1998 - 2002
Il 1998 non è un anno particolarmente ricco per il rapper, che si limita a fare delle apparizioni negli album di artisti come Fat Joe e Jermaine Dupri. Il suo lavoro è quasi del tutto impiegato per la registrazione del primo album solista, che uscirà un anno dopo.
Nel 1999 Krayzie pubblica il doppio album di debutto "Thug Mentality 1999", che diventerà disco di platino. Vi partecipano molti artisti, quali i The Marley Brothers, Mariah Carey, Big Pun, Fat Joe, E-40, 8 Ball & MJG, Kurupt e Treach. I due singoli che ne vangono estratti, "Thug Mentality" e "Paper", dimostrano che il rapper di Cleveland ha ormai piena autonomia musicale. Contemporaneamente, Mariah Carey collabora con Krayzie Bone al remix del singolo "I Still Believe", cui partecipano anche Layzie Bone e Da Brat. Anche Project Pat e i Naughty by Nature lavorano con l'ormai affermato rapper, che è brillantemente riuscito a farsi strada nell'ambito del Midwest rap. Un anno dopo, Krayzie partecipa al singolo di Ice Cube "Until We Rich".
Nel 2001 è il turno del secondo album "Thug On Da Line", che non ottiene successo come il precedente ma diventa comunque disco d'oro. Amazon.com lo certifica uno dei migliori album dell'anno. Il singolo che ne viene estratto è "Hard Time Hustlin'", in collaborazione con Sade Adu.
Il 2002 è un anno di significative collaborazioni per Krayzie Bone. Partecipa dapprima al singolo di Lil Jon & the East Side Boyz "I Don't Give A...", contenuto nell'album "Kings of Crunk" (al singolo partecipa anche il rapper Mystikal). Poi, Coolio lo chiama a collaborare al brano "Somebody's Gotta Die" (la cui versione censurata reca il titolo di "I Don't Wanna Die").

### 2003 - 2006
Segue la pubblicazione, nel 2003, di "LeathaFace: The Legends Underground (Part I)", album che rimane però solo in ambito underground. Nel 2005 esce invece "Gemini: Good Vs. Evil", terzo disco ufficiale dell'artista, che tuttavia vende solo 35 717 copie (una miseria rispetto agli album precedenti). Da quest'ultimo lavoro viene estratto il singolo "Get'chu Twisted", che vede la produzione di Lil' Jon. In seguito, Mariah Carey collabora di nuovo con Krayzie e Layzie Bone al remix di "Don't Forget About Us", che questa volta vede in più la partecipazione di Juelz Santana. Anche il famoso duo di produttori Play-N-Skillz contatta Krayzie per un featuring nel loro album "The Process".
Nel 2006 Krayzie Bone partecipa al singolo di Chamillionaire "Ridin'", contenuto nell'album The Sound of Revenge. La canzone ottiene un successo strepitoso e vince sia il premio Grammy Best Rap Performance by A Duo Or Group, sia le categorie Best Rap Video e Best Video rispettivamente agli MTV Video Music Awards e agli Ozone Awards. Subito dopo collabora con Twista e 8 Ball & MJG al remix del singolo di Notorious B.I.G. "Spit Your Game", contenuto nell'album postumo "Duets: The Final Chapter". Sempre nello stesso anno, il rapper fa delle ulteriori apparizioni negli album di altri artisti come Frankie J (Priceless), DJ Khaled ("Listennn...The Album") e addirittura Tupac Shakur ("Pac's Life"). È soprattutto merito della collaborazione di successo con Chamillionaire che Krayzie riesce a ritornare sulla scena in grande stile, nonostante le scarse vendite del l'ultimo album "Gemini: Good vs. Evil". Lo dimostra il fatto che nel 2006 sia apparso negli album postumi di due grandi artisti: Notorious B.I.G. e, come già detto, Tupac Shakur.

### 2007
Nel 2007 Krayzie collabora di nuovo con Chamillionaire, questa volta al brano "The Bill Collecta", contenuto nell'album "Ultimate Victory".

### 2009
Nel 2009 Krayzie canta con Tech N9ne e K-Dean nel brano "Midwest Choppers 2", seconda traccia dell'album Sickology 101 di Tech N9ne.

## Discografia
- 1999: Thug Mentality 1999
- 2001: Thug On Da Line
- 2005: Gemini: Good Vs. Evil

## Premi e riconoscimenti
Grammy Awards:
- 1997: Best Rap Performance By a Duo Or Group: "Tha Crossroads"
- 2007: Best Rap Performance By A Duo Or Group: "Ridin'"

MTV Video Music Awards:
- 2006: Best Rap Video: "Ridin'"

American Music Award:
- 1998: Favorite Rap/Hip-Hop Artist
- 2007: Best Duo Or Group Rap/Hip-Hop